# Роздольненский сельский совет (Каланчакский район)
Роздольненский сельский совет (укр. Роздольненська сільська рада) — входит в состав
Каланчакского района
Херсонской области
Украины.
Административный центр сельского совета находится в 
с. Раздольное
.

## История
- 1956 — дата образования.

## Населённые пункты совета
- с. Раздольное